# Cheilinus oxycephalus
Cheilinus oxycephalus là một loài cá biển thuộc chi Cheilinus trong họ Cá bàng chài. Loài này được mô tả lần đầu tiên vào năm 1853.

## Từ nguyên
Từ định danh oxycephalus được ghép bởi hai âm tiết trong tiếng Hy Lạp cổ đại, oxús (ὀξύς; "sắc nhọn") và kephalḗ (κεφαλή; "đầu"), hàm ý đề cập đến phần đầu nhọn của loài cá này.

## Phạm vi phân bố và môi trường sống
Từ bờ biển Đông Phi, C. oxycephalus được phân bố rộng khắp các vùng biển thuộc khu vực Ấn Độ Dương-Thái Bình Dương, trải dài về phía đông đến quần đảo Marquises, quần đảo Société và Tuamotu ở phía đông, phía bắc đến quần đảo Ryukyu (Nhật Bản), xa về phía nam đến rạn san hô Great Barrier và quần đảo Australes.
Ở Việt Nam, loài này được ghi nhận tại quần đảo An Thới, vịnh Nha Trang cùng vịnh Vân Phong (Khánh Hòa),  bờ biển Ninh Thuận, đảo Lý Sơn (Quảng Ngãi), cù lao Chàm (Quảng Nam), cù lao Câu (Bình Thuận) và đảo Phú Quốc, cũng như tại quần đảo Hoàng Sa và quần đảo Trường Sa.
C. oxycephalus sống trên rạn viền bờ và trong đầm phá, thường thấy ở những nơi có nhiều san hô ở độ sâu đến ít nhất là 40 m.

## Mô tả
Chiều dài lớn nhất được ghi nhận ở C. oxycephalus là 17 cm. C. oxycephalus có màu nâu đỏ đến đỏ thẫm (có khi trắng ở cuống và vây đuôi), lốm đốm với những chấm trắng khắp cơ thể. Có một đốm đen ở phía trước vây lưng và một hàng khoảng ba đốm đen ở thân sau đến giữa cuống đuôi. Mõm nhọn so với các loài cùng chi.
Số gai ở vây lưng: 9; Số tia vây ở vây lưng: 9–10; Số gai ở vây hậu môn: 3; Số tia vây ở vây hậu môn: 8; Số tia vây ở vây ngực: 12; Số gai ở vây bụng: 1; Số tia vây ở vây bụng: 5.

## Sinh thái học
Thức ăn của C. oxycephalus có thể là các loài thủy sinh không xương sống. C. oxycephalus là một loài khá nhát, hiếm khi chúng bơi xa nơi trú ẩn của mình, được ghi nhận là sống thành đôi khi trưởng thành.

## Thương mại
C. oxycephalus đôi khi được thu thập trong ngành thương mại cá cảnh, hiếm khi được xem là một loài hải sản.